# A15 (Zwitserland)
De Zwitserse A15, ook wel Oberlandautobahn genoemd, is een 27 kilometer lange autosnelweg en autoweg in de kantons Zürich, St.Gallen en Schwyz. Voor de snelweg is geen tolvignet vereist.
Tussen Rüti en Eschenbach is de A15 als enkelbaanse autoweg uitgebouwd zonder rijbaanscheiding. Daarnaast is de snelweg tussen Uster en Hinwil volledig onderbroken. Het verkeer moet dan gebruikmaken van de hoofdweg door Wetzikon, hetgeen doordeweeks regelmatig voor extra vertragingen zorgt. Het plan om de ontbrekende schakel te sluiten is meerdere malen op kritiek gestoten. De financiële middelen waren vaak te beperkt en bovendien zou de nieuwe snelweg door een natuurgebied lopen. Inmiddels is bekend geworden dat de A15 vanaf 2014 in beheer wordt overgedragen aan de staat, welke de ontbrekende schakel als autosnelweg met een nieuw tracé zal laten bouwen. Een specifieke datum voor de start van de bouw is echter nog onbekend.
Een ander project is het plan om de A15 vanaf Brüttisellen verder naar het noorden te bouwen tot de A51 bij Kloten. Hiervoor bestaan geen concrete planningen op korte termijn.

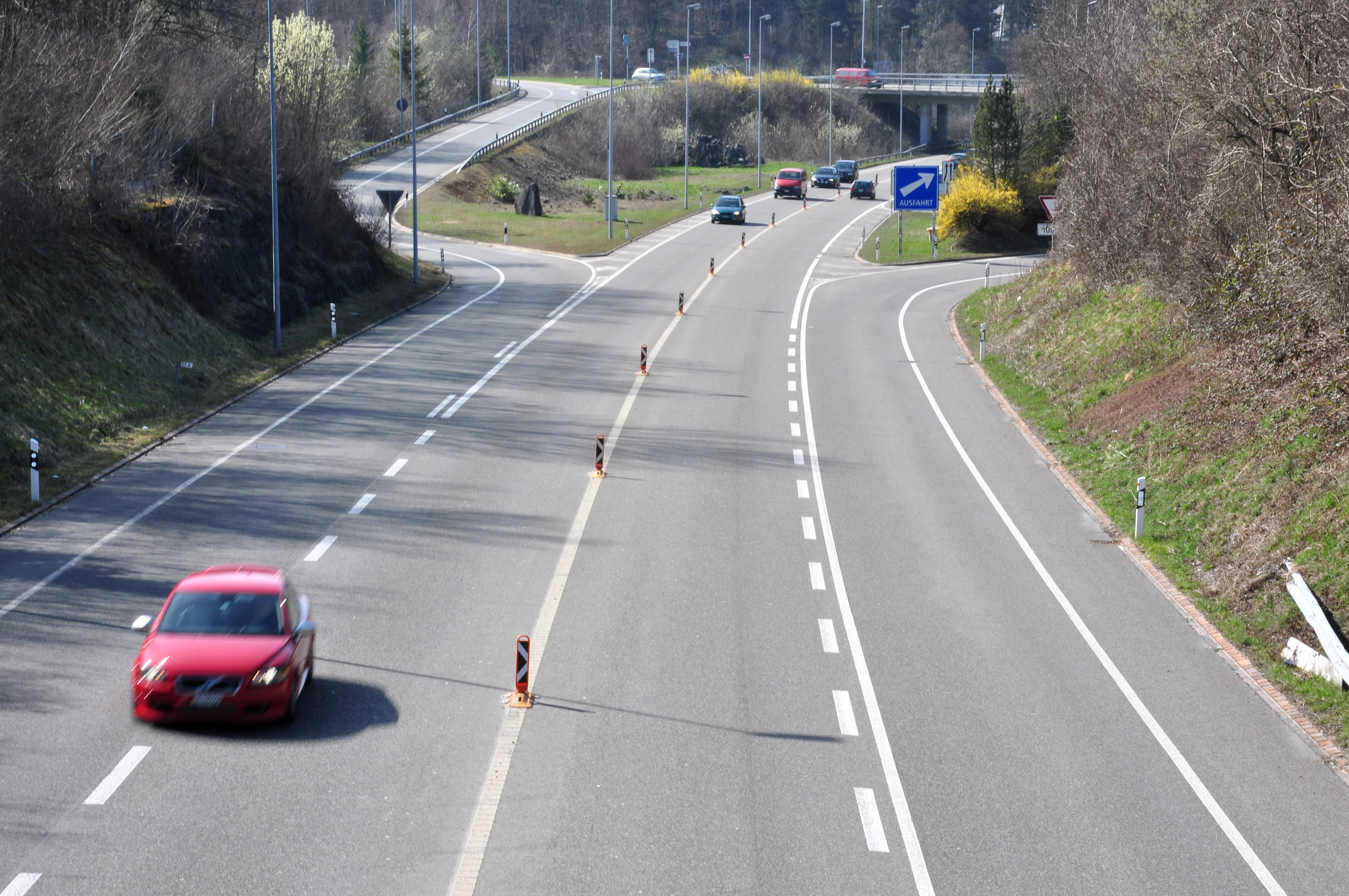
Enkelbaans traject tussen Jona en Rüti.